# Hünningen (Sankt Vith)
Hünningen is een gehucht in Crombach, een deelgemeente van de stad Sankt Vith dorp in de Belgische provincie Luik.
Hünningen ligt meer dan 5 kilometer ten noordoosten van het dorpscentrum van Crombach. Het ligt daarentegen slechts minder dan twee kilometer ten noorden van het stadscentrum van Sankt Vith, langs de weg tussen Sankt Vith naar Emmels.
De plaats ligt op de waterscheiding tussen Maas en Rijn.

## Geschiedenis
Het gehucht ontwikkelde zich waar zich in de middeleeuwen een herberg zou hebben bevonden, langs de weg van Malmedy naar Sankt Vith en verder naar Prüm. Op de Ferrariskaart uit de jaren 1770 is de plaats weergegeven als Hunningen.
Op het eind van het ancien régime, werd onder de Franse bezetting eind 18de eeuw de plaats ondergebracht bij de gemeente Crombach. Na de Franse bezetting ging het gebied naar Pruisen. Kerkelijk hoorde Hünningen bij de parochie van Sankt Vith, tot het rond de Eerste Wereldoorlog van Emmels afhankelijk werk.
Na de Eerste Wereldoorlog werd de plaats met de Oostkantons bij België aangehecht.
In 1927 werd in Hünningen een dorpsschooltje ingericht. Het schooltje bleef tot de jaren 1990 bestaan.

## Verkeer en vervoer

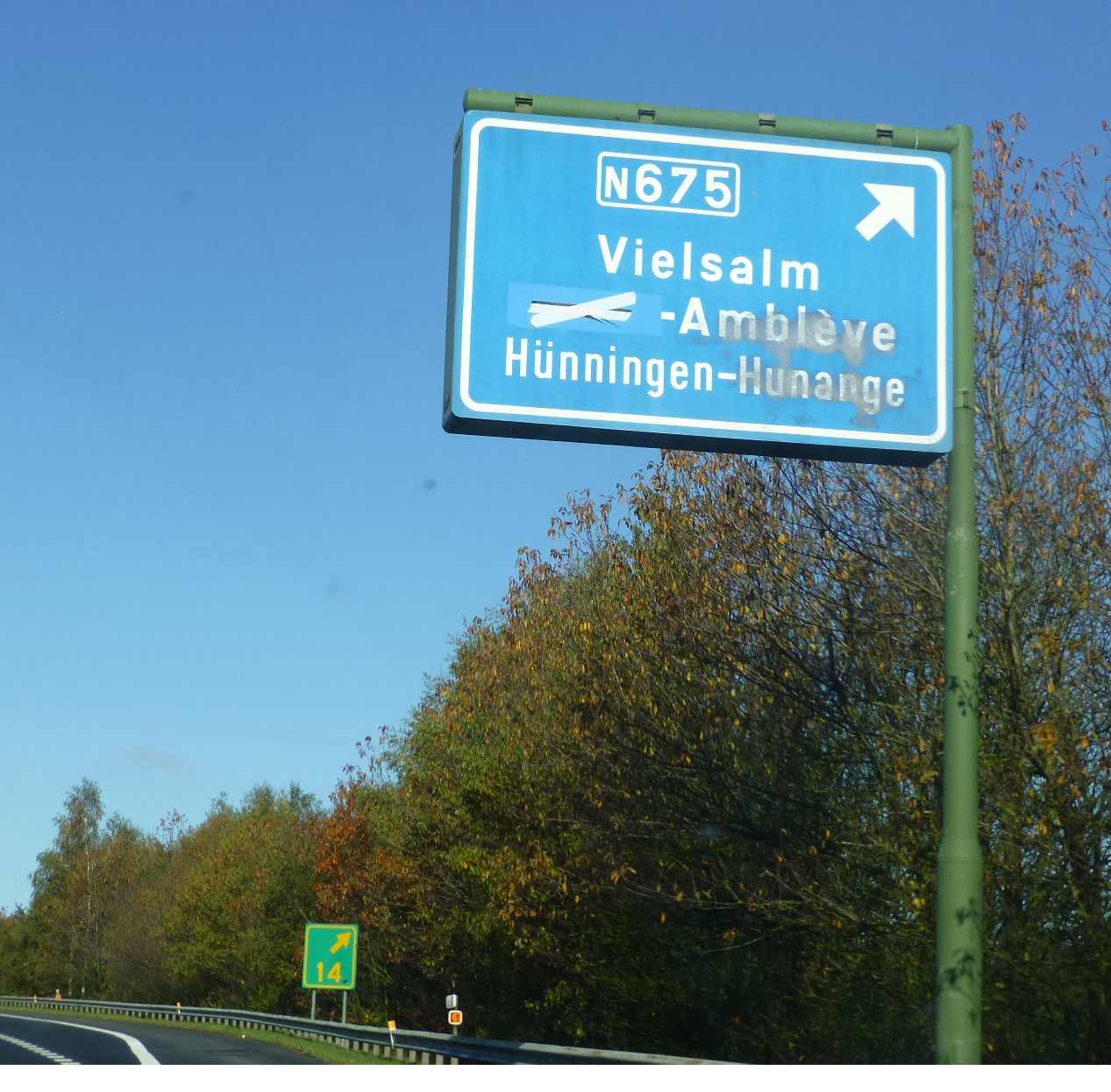
Afrit autosnelweg

De plaats ligt langs de weg tussen Malmedy en Sankt Vith (Rektor-Cremer-Straße / Malmedyer Straße, N62). De weg kruist er de N670 (Römerstraße / Maas-Rhein-Straße) die er een op- en afrit heeft aan de autosnelweg A27/E42.

## Bekende personen
- Christian Krings (1949), politicus, burgemeester van Sankt Vith
- Thierry Neuville (1988), rallyrijder

Deelgemeenten: Crombach · Lommersweiler · Recht · Sankt Vith · Schönberg

Overige kernen: Alfersteg · Amelscheid · Andler · Atzerath · Breitfeld · Eiterbach · Emmels (Nieder-Emmels · Ober-Emmels) · Galhausen · Heuem · Hinderhausen · Hünningen · Mackenbach · Neidingen · Neubrück · Neundorf ·  Rödgen · Rodt · Schlierbach · Setz · Steinebrück · Wallerode · Weppeler · Wiesenbach

Belgische gemeenten · Duitstalige Gemeenschap · Arrondissement Verviers · Luik · Wallonië